# Dino Jelusić
Dino Jelusić (ur. 4 czerwca 1992 w Požedze) – chorwacki piosenkarz. Zwycięzca 1. Konkursu Piosenki Eurowizji Junior (2003). 

## Życiorys
W 1998 zaczął karierę muzyczną występami na lokalnych imprezach i festiwalach muzycznych. Gdy miał pięć lat, wystąpił w telewizyjnym programie rozrywkowym Turbo Limach, co zapewniło mu rozpoznawalność w kraju. Po udziale w programie zaczął grać koncerty w kraju i poza granicami Chorwacji, m.in. wystąpił w Kairze, Figueira da Foz, Alicante, Bukareszcie, Rimini i Kownie. We wrześniu 2004 zagrał swój pierwszy solowy koncert, który został zorganizowany na stadionie Šalata w Zagrzebiu. W listopadzie z utworem „Ti si moja prva ljubav” zwyciężył w finale pierwszego Konkursu Piosenki Eurowizji Junior w Kopenhadze. Po udziale w konkursie wydał debiutancki album studyjny pt. Nr 1, który ukazał się także w wersji anglojęzycznej na rynku międzynarodowym. Po premierze płyty rozpoczął trasę koncertową po kraju, a także zagrał kilka koncertów w Danii i Stanach Zjednoczonych. W 2005 odbył trasę promocyjną po Australii, w czerwcu wystąpił na festiwalu Langeland Music Festival, a w listopadzie wsparł swoją siostrę Lorenę podczas przygotowań do występu w 3. Konkursie Piosenki Eurowizji Junior. Niedługo później zawiesił swoją karierę muzyczną, aby skupić się na nauce w szkole muzycznej.
Po ukończeniu szkoły rozpoczął studia na akademii muzycznej. Wówczas zaczął realizować się również jako aktor dubbingowy; użyczył swojego głosu postaciom w lokalnej wersji językowej filmów Toy Story 3, Rekin i Lava: Przygoda w 3D i Straszny dom. W 2008 wziął udział na chorwackim festiwalu CMC. W 2009 wyjechał do Melbourne, gdzie rozpoczął nagrania albumu w studiu The Base pod okiem producenta Marka Berry’ego. W listopadzie 2010 wystąpił jako jeden z gości muzycznych w finale 8. Konkursu Piosenki Eurowizji Junior. W 2011 wystąpił w inscenizacji musicalu Upiór w operze i opery Carmen, a także założył projekt muzyczny pod nazwą Under Nihilo (ang. Ground Zero), który wykonywał muzykę metalową. W sierpniu wydał album pt. Living My Own Life, który nagrywał w Australii i w studiu Flat Pig w Malmö przy wsparciu Roberta Ahrlinga. W 2012 wziął udział w międzynarodowym projekcie muzycznym Synkropation organizowanym w Republice Południowej Afryki, którego celem było nagranie albumu zawierającego duety złożone z wykonawców reprezentujących różne zakątki świata. W 2013 został liderem zespołu Made in Iron, który powstał w hołdzie formacji Iron Maiden. Na początku listopada 2014 wydał solowy album pt. Prošao sam sve. W 2021 został wokalistą zespołu Whitesnake.

## Dyskografia
Albumy studyjne
- No.1 (2004)
- Living My Own Life (2011)
- Prošao sam sve (2014)